# Obłuczje
Obłuczje – miasto w Rosji, w Żydowskim Obwodzie Autonomicznym. W 2010 roku liczyło 9379 mieszkańców.